# Шишкин, Аркадий Дмитриевич
Арка́дий Дми́триевич Ши́шкин (25 августа 1914 — 7 августа 1994) — участник войны с Финляндией и Великой Отечественной войны, командир взвода 93-го отдельного сапёрного батальона (16-я стрелковая дивизия, 2-я гвардейская армия, 1-й Прибалтийский фронт) старшина, кавалер ордена Славы трёх степеней.

## Биография
Родился 25 августа 1914 года в деревне Ленская (ныне — деревня Лена Верхошижемского района Кировской области) в семье крестьянина. Русский. В 1927 году окончил 4 класса начальной школы в селе Желтые того же района. Трудовую деятельность начал в 1928 году рядовым колхозником в колхозе «Красная звезда». В 1932 году уехал на заработки в столицу Башкирии Уфу, работал бондарем в промартели имени Молотова. В 1934—1937 годах трудился штукатуром Кирстройтреста в городе Киров.

### В РККА
В 1937—1938 годах проходил срочную службу в Красной армии, в строительном батальоне Ленинградского военного округа. После увольнения в запас несколько месяцев трудился штукатуром на строительном участке медеплавильного завода в городе Ревда Свердловской области. С марта 1938 года работал штукатуром на строительстве металлургического комбината в городе Мончегорск (Мурманская область).
Во время войны с Финляндией 1939—1940 годов был вновь мобилизован в армию. Участвовал в боях в составе 301-го гаубичного артиллерийского полка (7-й армии Северо-Западного фронта). После демобилизации вернулся в Мончегорск, работал инструктором конторе комбината «Северникель».
В первые месяцы Великой Отечественной войны оборудование комбината было демонтировано и эвакуировано на восток, главным образом на Урал и в город Норильск. Шишкин с группой сотрудников убыл в Норильск.

### На фронте
В августе 1941 года был вновь призван в армию Таймырским райвоенкоматом. На фронте с сентября 1941 года. В составе 17-й стрелковой дивизии участвовал в обороне Москвы, в наступательной операции. В январе 1942 года был ранен, лечился в госпитале в городе Горький (Нижний Новгород), В сентябре того же года, после выздоровления, был направлен в формирующуюся в городе Балахна Нижегородской области 16-ю Литовскую стрелковую дивизию, зачислен сапёром 93-го отдельного сапёрного батальона. В его составе прошёл весь боевой путь до Победы. Дивизия была введена в бой в декабре 1942 года на Брянском фронте. Затем была передана в 48-ю армию, участвовала в наступлении на Орёл, затем до лета 1943 года стояла в обороне западнее и юго-западнее города Алексеевка (Белгородская область). В этих боях младший сержант Шишкин командовал отделением сапёров, был награждён знаком «Отличный разведчик» и заслужил первую боевую награду.
В апреле-марте 1943 года младший сержант Шишкин со своим отделением выполнял боевое задание по устройству инженерных заграждений в полосе обороны 167-го стрелкового полка в районе деревни Зубково (Покрвоского района Орловской области). Под его руководством и лично им самим выставлено 1200 мин, оборудовано 2 дзота и других сооружений. Награждён медалью «За боевые заслуги».
В дальнейшем в составе 48-й армии Центрального фронта участвовала в Курской битве, в оборонительных боях на Орловско-Курском направлении, в Орловской наступательной операции. Во время наступления младший сержант Шишкин со своим отделением находился в группе преследования 167-го стрелкового полка. 26 июля 1943 года в районе деревни Рыбница (11 км юго-западнее посёлка Змиевка Орловской область) сапёры обнаружили группу гитлеровцев, вступили в бой и захватили 4 пленных и 3 исправные радиостанции. Обеспечивая продвижение вперёд полка со своим отделением под огнём врага проделывали проходы в проволочных заграждениях и минных полях, при этом сняли 250 мин. Командованием полка был представлен к награждению орденом Красного Знамени.
В августе 1943 года дивизия была выведена из боёв, некоторое время находилась в резерве и на доукомплектовании в городе Тула. В сентябре была переброшена на Калининский (с октября 1943 года — 1-й Прибалтийский) фронт и включена в состав 4-й ударной армии. Участвовала в Невельской, Городокской (1943), Витебской наступательных операциях. С начала 1944 года части дивизии занимали оборону восточнее города Полоцк (Белоруссия).

### Подвиг
В конце января 1943 года старший сержант Шишкин, как один из передовых сапёров части и отлично знающий сапёрное дело был вновь представлен к награде — на этот раз к ордену Славы 3-й степени. В наградном листе давалось описание боевых заслуг в боях под Орлом и сообщалось, что наградные документы были возвращены из штаба 48-й армии без результата за давностью совершения подвига. Приказом по частям 16-й стрелковой дивизии от 1 февраля 1944 года № 80/н старший сержант Шишкин Аркадий Дмитриевич награждён орденом Славы 3-й степени.
Летом 1944 года дивизия участвовала в Полоцкой наступательной операции. В этих боях старшина Шишкин командовал взводом сапёрного батальона. За период с 30 июня по 9 июля 1944 года старшина Шишкин со своим взводом обеспечил своевременную и точную разведку взрывных заграждений противника в полосе наступления дивизии от деревни Мачулище до деревне Дмитрове Полоцкого района Витебской области Белоруссии. 5 июля ведя разведку маршрута у деревни Зелёный Бор с группой сапёров вступил в бой с группой вражеских солдат и обеспечил захват двух пленных. Приказом по войскам 4-й Ударной армии от 15 июля 1944 года (№ 360) старшина Шишкин Аркадий Дмитриевич награждён орденом Славы 2-й степени. В сентябре — октябре 1944 года, действуя в составе 2-й гвардейской армии, 16-я Литовская дивизия приняла участие в Мемельской операции с целью окончательного освобождения Литовской ССР. Выполняя приказ командующего 2-й гвардейской армией, дивизия совершила два перехода и 5 октября, наступая на правом крыле армии, она успешно форсировала реку Дубиса, к исходу дня подошла к реке Крожента. 3-й батальон 249-го стрелкового полка перерезал шоссейную дорогу Шяуляй — Кельме. 6 октября 1944 года старшина Шишкин с группой разведчиков, выполняя задание командования, проник за боевые порядки наступающей пехоты и захватил мост на шоссе Шауляй — Кельме, в 1 км северо-восточнее города Кельме (Шяуляйском уезде Литвы). Сапёры сохранили мост от взрыва и удержали его до подхода основных сил. Подошедшие танки беспрепятственно перешли на другой берег. После этого сапёры окончательно сняли заряды и окончательно разминировали мост, обеспечили проход наступающим частям.
Указом Президиума Верховного Совета СССР от 24 марта 1945 года старшина Аркадий Шишкин награждён орденом Славы 1-й степени. Стал полным кавалером ордена Славы.

### После войны
После войны продолжал службу в армии. Уволен в запас в июне 1946 года в звании младший лейтенант.
Жил и работал в городе Ревда Свердловской области, затем — в селе Нижняя Аларча Аламединского района Кыргызстана. Работал столяром, штукатуром.
Умер 7 августа 1994 года в Киргизии. чуйская область . Село Маевка.

## Награды
- орден Отечественной войны I степени (11.03.1985)[2]
- Орден Славы I степени (24.03.1945)[1][3]
- Орден Славы II степени (15.07.1944)[4]
- Орден Славы III степени (01.02.1945)[5]
- Медаль «За боевые заслуги»(24.03.1943)[6]
- Медаль «В ознаменование 100-летия со дня рождения Владимира Ильича Ленина» (6 апреля 1970)
- Медаль «За победу над Германией в Великой Отечественной войне 1941—1945 гг.» (9 мая 1945[7])
- Юбилейная медаль «Двадцать лет Победы в Великой Отечественной войне 1941—1945 гг.» (7 мая 1965[8])
- Юбилейная медаль «Тридцать лет Победы в Великой Отечественной войне 1941—1945 гг.»[9]
- Медаль «Сорок лет Победы в Великой Отечественной войне 1941-1945 гг.»[10]
- Юбилейная медаль «50 лет Победы в Великой Отечественной войне 1941—1945 гг.»[11]
- Медаль «Ветеран труда»
- Медаль «30 лет Советской Армии и Флота»[12]
- Юбилейная медаль «40 лет Вооружённых Сил СССР»[13]
- Юбилейная медаль «50 лет Вооружённых Сил СССР» (26 декабря 1967[14])
- Юбилейная медаль «60 лет Вооружённых Сил СССР» (28 января 1978[15])
- Юбилейная медаль «70 лет Вооружённых Сил СССР» (28 января 1988[16])
- Знак МО СССР «25 лет Победы в Великой Отечественной войне» (24 апреля 1970[17])

## Память
- На могиле в Челябинске установлен надгробный памятник[18].

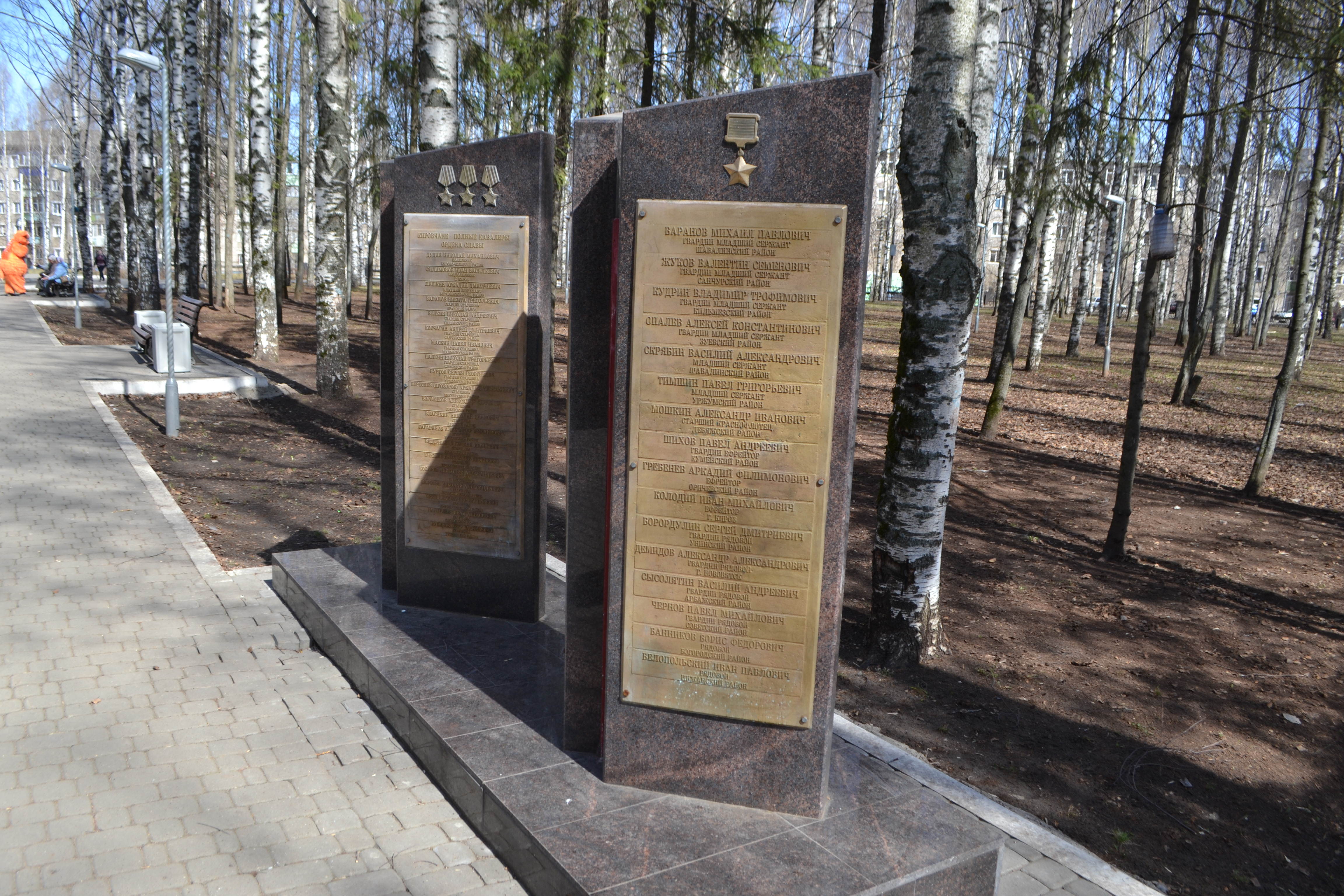
Имя Героя выбито на гранитной стеле на Аллее Славы в парке Победы города Кирова 2019.

- Имя Героя выбито на гранитной стеле на Аллее Славы в парке Победы города Кирова 2019.